# Shantang, Henan
Shantang (kinesiska: 善堂, 善堂镇) är en köping i Kina. Den ligger i provinsen Henan, i den centrala delen av landet, omkring 150 kilometer nordost om provinshuvudstaden Zhengzhou. Antalet invånare är 96 921. Befolkningen består av 46 851 kvinnor och 50 070 män. Barn under 15 år utgör 26,0 %, vuxna 15-64 år 66 %, och äldre över 65 år 7,0 %.
Genomsnittlig årsnederbörd är 669 millimeter. Den regnigaste månaden är juli, med i genomsnitt 237 mm nederbörd, och den torraste är januari, med 3 mm nederbörd.